# Gapern
Gapern är en sjö cirka 2 mil nordost om Karlstad i Karlstads kommun i Värmland och ingår i Göta älvs huvudavrinningsområde. Sjön är 23 meter djup, har en yta på 20 kvadratkilometer och befinner sig 60 meter över havet. Sjön avvattnas av vattendraget Alstersälven (Alsterälven).  Gaperns utlopp är Alsterälven.

## Delavrinningsområde
Gapern ingår i delavrinningsområde (660030-137616) som SMHI kallar för Utloppet av Gapern. Medelhöjden är 79 meter över havet och ytan är 98,1 kvadratkilometer. Räknas de 20 avrinningsområdena uppströms in blir den ackumulerade arean 279,47 kvadratkilometer. Alstersälven (Alsterälven) som avvattnar avrinningsområdet har biflödesordning 2, vilket innebär att vattnet flödar genom totalt 2 vattendrag innan det når havet efter 253 kilometer. Avrinningsområdet består mestadels av skog (45 procent) och jordbruk (15 procent). Avrinningsområdet har 20,83 kvadratkilometer vattenytor vilket ger det en sjöprocent på 21,2 procent.